# 袁艾菲
袁艾菲（1984年7月18日—），早期藝名迅猛龍，本名郭怡廷，臺灣女藝人。出生於臺灣高雄市，畢業於南華大學傳播管理學系。

## 演藝經歷
2008年，因參加綜藝節目《大學生了沒》而出道；同年，演出個人的首部影視劇作《光陰的故事》。2009年，開始擔任《我猜我猜我猜猜猜》等綜藝節目的主持人工作。2012年，主演愛情電視劇《剩女保鏢》。

## 演出作品

### 電視劇
| 年份   | 播出頻道                        | 劇名                           | 飾演            |
| 2008年 | 中視                            | 《光陰的故事》                 | 劉敏蕙          |
| 2011年 | 台視                            | 《姊妹》                       | 小蓮            |
| 2011年 | 痞客邦                          | 《租屋大戰》                   | 袁可楓          |
| 2012年 | 民視、八大綜合台                | 《絕對達令》                   | 依人            |
| 2012年 | 三立都會台、東森綜合台          | 《剩女保鏢》                   | 杜采潔          |
| 2013年 | 台視、三立都會台、東森戲劇台    | 《金大花的華麗冒險》           | 胡曉菲          |
| 2014年 | 三立台灣台                      | 《熱海戀歌》                   | 曾小花          |
| 2014年 | 三立都會台、東森綜合台          | 《幸福兌換券》                 | 徐曼曼（Angel） |
| 2015年 | 中視、中天綜合台                | 《鋼鐵之心》                   | 任雨潔          |
| 2015年 | 酷瞧                            | 《愛呀午休時刻》               | 潘雨晴          |
| 2017年 | 緯來戲劇台                      | 《最好的選擇》                 | 賈雲希          |
| 2018年 | 公共電視台                      | 《20之後》                     | 寶寶            |
| 2018年 | 緯來綜合台                      | 《霹靂電娃》                   | 戚維            |
| 2019年 | 八大戲劇台、台視                | 《我們不能是朋友》             | 韓可菲          |
| 2020年 | 東森戲劇台                      | 《姊妹們追吧》                 | 袁雅萍          |
| 2021年 | Netflix                         | 《比悲傷更悲傷的故事：影集版》 | 宮莉娜          |
| 2021年 | 民視                            | 《日蝕遊戲》                   | 何沛容          |
| 2022年 | 八大戲劇台、東森戲劇台、Netflix | 《愛情發生在三天後》           | 洪大芳          |
| 2024年 | 八大戲劇台、Hami Video          | 《妳是我的姐妹》               |                 |

### 電影
| 年份   | 劇名           | 飾演           | 備註 |
| 2012年 | 《命運狗不理》 | 艾琳娜         |      |
| 2016年 | 《神廚》       | 曾三花         |      |
| 2019年 | 《第九分局》   | 搭電梯的女孩子 | 客串 |

### 舞台劇
- 《陰道獨白》

### 音樂錄影帶MV
- 飛輪海《寂寞暴走》
- 吳听徹《怎麼可能會寂寞》
- 信《Take Me To The Star》
- 青鳥飛魚《怪怪女》
- 李佳薇 《分隔线》
- 唐從聖 《胖男時代》
- 楊仁沛《是你 是你》

## 出版作品

### 寫真集
袁艾菲《想入菲非》首本個人寫真書

## 主持作品

### 電視節目
| 首播                        | 播出頻道    | 節目名                          | 備註           |
|                             |             | FUN時尚聯合國《時尚女人窩》     |                |
|                             | 中天電視    | 《大學生了沒》                  |                |
| 2009年12月至2012年3月       | 中天電視    | 《全民最大黨》                  |                |
| 2010年9月5日                | 中視        | 《電玩大牌黨》                  | 第二季節目起   |
| 2011年5月5日                | 緯來綜合台  | 《天黑請閉眼》                  | 代班助理主持   |
|                             | 中視        | 《虎虎生風who怕who》            |                |
|                             | 華視        | 《WOMAN愛旅行》長灘島篇         |                |
| 2013年4月1日至2013年6月13日 | 中天電視    | 《全民大笑花》 短劇「家有笑花」 |                |
|                             | Channel [V] | 《明星大暴走》                  | 第一集至第四集 |
|                             | 壹電視      | 《蘋果娛樂新聞》                |                |
|                             | 東森綜合台  | 《東森旅遊玩樂誌》              |                |
| 2018年                      | 衛視中文台  | 《旅行應援團》                  | 黃線助理主持人 |

## 音樂作品

### 單曲
| 年份   | 演唱者                                                                         | 歌名 | 備註                             |
| ------ | ------------------------------------------------------------------------------ | ---- | -------------------------------- |
| 2022年 | 劉冠廷、陳庭妮、施名帥、袁艾菲、陳語安、李相林、王淮仲、洪群鈞、邱木翰、古昀昀 | 太陽 | 電視劇《愛情發生在三天後》片尾曲 |

## 獎項紀錄
| 年份   | 頒獎典禮           | 獎項             | 作品               | 角色   | 結果 |
| ------ | ------------------ | ---------------- | ------------------ | ------ | ---- |
| 2014年 | 第3屆華劇大賞      | 最佳女演員獎     | 《幸福兌換券》     | 徐曼曼 | 提名 |
| 2020年 | 第55屆金鐘獎       | 戲劇節目女配角獎 | 《我們不能是朋友》 | 韓可菲 | 提名 |
| 2021年 | 第26屆亞洲電視大獎 | 最佳女配角獎     | 《日蝕遊戲》       | 何沛容 | 提名 |

## 外部連結
- 袁艾菲的Facebook專頁（繁體中文）
- 袁艾菲的新浪微博
- 袁艾菲的Instagram帳戶
- 袁艾菲在互联网电影资料库（IMDb）上的資料（英文）
- 袁艾菲在香港影庫上的簡介
- 袁艾菲在豆瓣上的资料（简体中文）
- 袁艾菲在时光网上的簡介（简体中文）